# Borderlands
Borderlands je RPG střílečka z pohledu první osoby vyvinutá firmou Gearbox. Hra vyšla v roce 2009. Její pokračování Borderlands 2 vyšlo v roce 2012. Oblíbenost získala také pro svůj kooperativní multiplayer.

## Hratelnost
Hra je převážně akční střílečka z prvního pohledu s výraznými RPG prvky. Hráč si může vylepšovat postavu podle svého vlastního herního stylu. Atmosféra hry je poněkud odlehčená a humorná, tomu přispívá a komiksová stylizace, vedlejší NPC postavy, zbraně, úkoly atd.
Hra se odehrává na planetě Pandora, na které se hráč může pohybovat zcela svobodně.

### Postavy
- Mordecai vyniká hlavně v boji na dálku. Mezi jeho oblíbené zbraně patří odstřelovací puška nebo revolver. Speciální schopností tohoto ostrostřelce je vyvolání Bloodwinga (agresivního, na nepřátele útočícího ptáka).
- Lilith hodně těží ze sil elementů. Nejenže má schopnost zvyšující naději na vyvolání takového efektu u zbraní, ale další ze skillů (dovedností) zvyšuje její odolnost vůči těmto silám. Unikátní schopnost téhle postavy jí dává moc stát se neviditelnou vůči nepřátelům.
- Brick je velmi nebezpečný na blízko, avšak o to méně schopný na dálku. Odolný silák, jehož speciální schopnost by se dala nazvat stavem nepříčetnosti. Obrazovka zčervená a Brick vyrazí vstříc protivníkům s pěstmi nahoře. Během této doby vydrží víc.
- Roland si nejvíce rozumí s brokovnicí nebo útočnou puškou. Zajímavé jsou jeho skilly zvyšující účinnost zbraní nebo automatické doplňování nábojů. Zvláštní pro tento charakter je vyvolávání samostatně fungujícího kulometného turretu, které disponuje štítem a případně i léčí.

## Dodatečně vydaný obsah (DLC)
- The zombie Island of Doctor Ned
- Mad Moxxi's Underdome Riot
- The Secret Armory of General Knoxx
- Claptrap's New Robot Revolution

## Pokračování

### Borderlands 2
Borderlands 2 vyšlo 18. září 2012 (21. září 2012 v ČR). Zavedené herní mechanismy se příliš nemění. Hráči opět zavítají na Pandoru. Ani grafické zpracování se příliš nezměnilo. Pokračování nabízí hlavně lepší příběh, mnohem delší herní dobu, více DLC...